# Vol Aeroflot 6502
Le vol Aeroflot 6502 est un vol intérieur régulier, assuré par un Tupolev Tu-134 de la compagnie aérienne soviétique Aeroflot et ralliant Iekaterinbourg à Grozny, qui s'est écrasé le 20 octobre 1986, en raison d'une négligence des deux pilotes. 
Ce vol devait faire une escale à l'aéroport international de Samara, où l'accident est survenu au moment de l'atterrissage de l'avion, tuant 70 personnes sur les 94 passagers et membres d'équipage à bord.

## L'accident
L'équipage de l'appareil, un Tupolev Tu-134A (numéro de série : 62327) dont la fabrication remontait au 28 juin 1979, était constitué du commandant de bord Aleksandr Kliouïev, du copilote Guennadi Jirnov, de l'officier de navigation Ivan Mokhonko, de l'officier mécanicien navigant Kiouri Khamzatov et de trois hôtesses de l'air. Parti de l'aéroport Koltsovo, à Iekaterinbourg (alors Sverdlovsk) et à destination de Grozny, le vol 6502 a fait une escale à l'aéroport international de Samara (alors Kuibyshev).
Tout en s'approchant de l'aéroport de Samara, Kliouïev fait le pari avec Jirnov de pouvoir poser l'avion sur le tarmac sans aucun contact visuel avec le sol, uniquement grâce à ses instruments de bord,. Durant la descente, Kliouïev ignore l'avertisseur de proximité du sol, destiné à éviter que l'appareil ne s'écrase au sol alors qu'il était à 210 pieds du sol (environ 65 mètres) et ne tente pas de remettre les gaz. L'avion touche le sol à une vitesse de 280 km/h, sort de la piste puis se retourne pour finalement s'immobiliser à l'envers. 

Soixante-trois personnes meurent au moment de l'accident et sept autres personnes succombent de leurs blessures dans les hôpitaux. Parmi les passagers, il y a quatorze enfants, qui ont tous survécu à l'accident. Un rapport top secret envoyé au Premier ministre de l'Union Soviétique Nikolaï Ryjkov donne des chiffres différents : 53 passagers et 5 membres d'équipage seraient morts dans le crash et 11 de plus à l'hôpital, pour un total de 85 passagers et 6 membres d'équipage.
Même si Jirnov n'a pas réagi pour éviter l'accident, il a, par la suite, essayé de sauver les passagers. En route pour l'hôpital, il meurt d'une crise cardiaque. Kliouïev est poursuivi en justice et condamné à quinze ans de prison, puis sa peine est réduite à six années de réclusion criminelle.